# Amblymora uniformis
Amblymora uniformis là một loài bọ cánh cứng trong họ Cerambycidae.